# Décembre 1830
Cette page présente les faits marquants du mois de décembre 1830.

## Événements
- France : Enfantin reprend Le Globe, journal saint-simonien, avec Michel Chevalier comme directeur. (Jouffroy, Charles de Rémusat, Duchâtel, Sainte-Beuve et Ampère).

- 5 décembre : première de la Symphonie fantastique d'Hector Berlioz.

- 7 décembre : explications orales de Sainte-Beuve à Victor Hugo. Il lui avoue son amour pour Adèle.

- 8 décembre, France : Benjamin Constant meurt, assisté de Charlotte et de son ami Coulmann.

- 10 décembre, France : loi sur la police des afficheurs et crieurs publics.

- 12 décembre :
  - L'Empire ottoman reconnaît l'autonomie de la Serbie[1].
  - France : des funérailles nationales sont organisées. Le corps de Benjamin Constant est inhumé au Père-Lachaise.

- 13 décembre :
  - Pologne : le Conseil négocie avec Constantin qui accepte de retirer de Pologne les troupes russes. Le prince Czartoryski essaye de son côté de discuter avec Saint-Pétersbourg, tandis que le général Josef Chłopicki, ex-officier napoléonien, se proclame dictateur et adopte une position d’attente.
  - France : loi instituant la croix de Juillet.

- 15 - 21 décembre, France : début du procès des ministres de Charles X devant la Chambre des pairs au Palais du Luxembourg, tandis que l'émeute gronde autour du palais. Malgré des émeutes les 21 et 22, ils ne sont pas condamnés à mort mais à la prison à vie.

- 18 décembre : le Sejm (la Diète polonaise) affirme le caractère national de l’insurrection. Le tsar annonce son intention de reconquérir militairement le pays.

- 20 décembre : reconnaissance de l'indépendance de la Belgique par les grandes puissances.

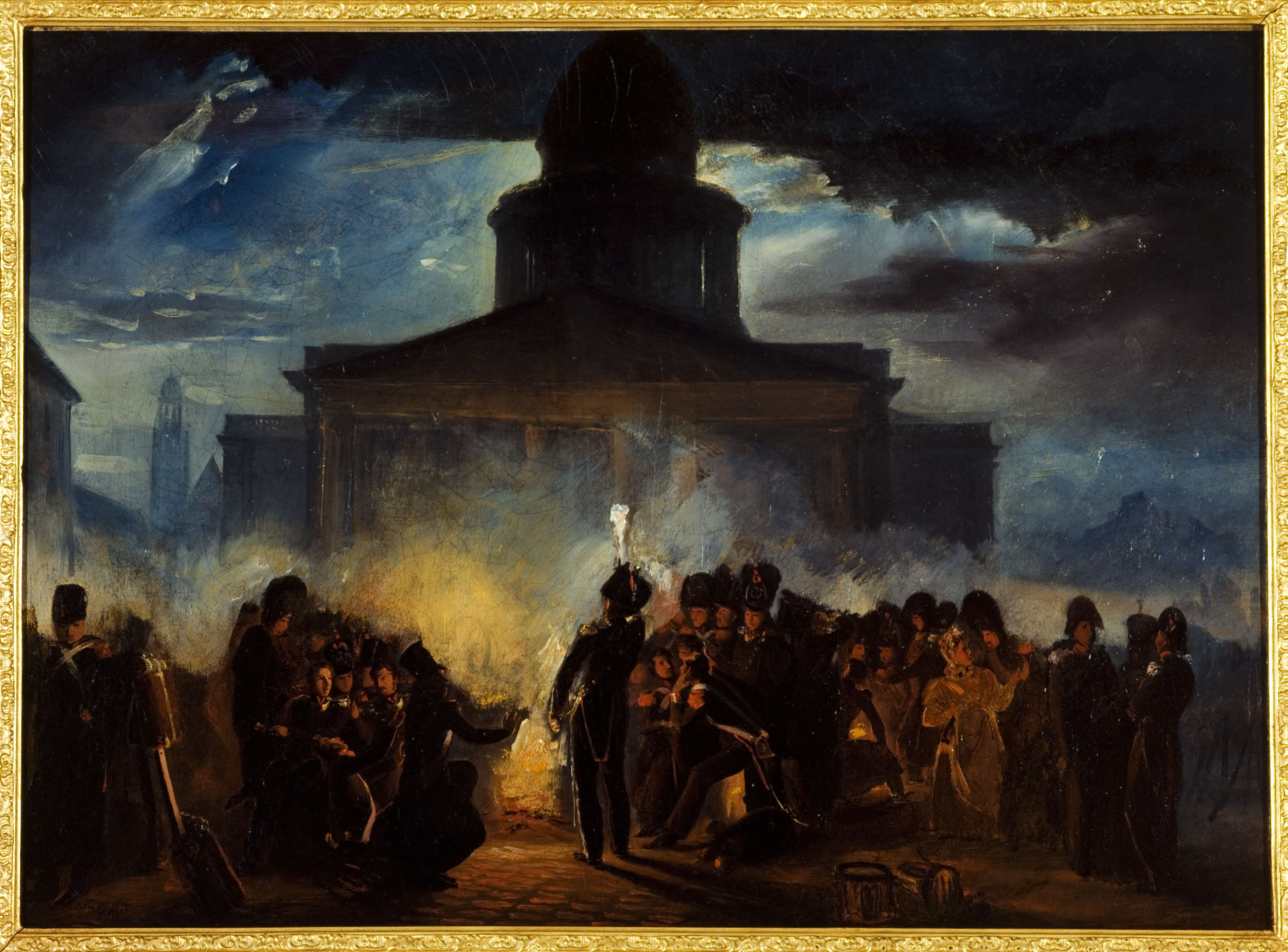
Bivouac de l'armée place du Panthéon, dans la nuit du 22 au 23 décembre 1830 à la suite de l'annonce du verdict.

- 21 décembre, France : fin du procès des ministres de Charles X. La Chambre des pairs les condamne à la réclusion à perpétuité, assortie de la mort civile pour le prince de Polignac.

- 24 décembre, France : la Chambre des députés vote une loi qui supprime le titre de commandant de toutes les gardes nationales de la France, jugé contraire à la Charte de 1830.

- 25 décembre, France : La Fayette démissionne de sa fonction de commandant général des Gardes nationales, que la Chambre des députés, à l'occasion du débat sur l'organisation de la Garde nationale, a estimé contraire à la Charte.

- 26 décembre, France :
  - la gauche suscite un incident à propos du retrait de La Fayette : Dupont de l'Eure démissionne de ses fonctions de garde des sceaux et il est remplacé par Joseph Mérilhou, lui-même remplacé par Félix Barthe;
  - le général Mouton, comte de Lobau, est nommé commandant de la Garde nationale de Paris.

## Naissances
- 2 décembre : Louis Léopold Ollier, chirurgien français fondateur de l'orthopédie († 25 novembre 1900).
- 3 décembre : Lord Frederick Leighton, peintre et sculpteur britannique († 25 janvier 1896).
- 7 décembre : Luigi Cremona, mathématicien et homme politique italien († 10 juin 1903).
- 10 décembre : Emily Dickinson, poétesse américaine († 15 mai 1886).

## Décès
- 8 décembre : Benjamin Constant, pseudonyme de Benjamin Constant de Rebecque, homme politique et écrivain romantique français (° 25 octobre 1767).
- 9 décembre : Heinrich Christian Friedrich Schumacher (né en 1757), médecin et naturaliste allemand (° 15 novembre 1757).
- 17 décembre : Simón Bolívar, libérateur d'une partie de l'Amérique du Sud (° 24 juillet 1783).
- 31 décembre : Félicité de Genlis, écrivaine française, anciennement « gouverneur » du roi des Français, Louis-Philippe Ier (° 21 janvier 1746).